# 捷克宪法
《捷克共和国宪法》（捷克語：Ústava České republiky）是捷克的宪法。捷克国民议会于1992年12月16日通过了现行宪法。它于1993年1月1日生效，取代了1960年捷克斯洛伐克憲法和第143/1968 Col.号宪法法案。截至2013年4月，宪法已修改八次。2012年10月修改的憲法规定了捷克总统由人民直接选举產生。